# Фернес-Крік (Каліфорнія)
Фернес-Крік (англ. Furnace Creek) — переписна місцевість (CDP) в США, в окрузі Іньйо штату Каліфорнія. Населення — 136 осіб (2020).

## Географія
Фернес-Крік розташований за координатами 36°24′47″ пн. ш. 116°52′41″ зх. д. / 36.41306° пн. ш. 116.87806° зх. д. (36.413011, -116.878024).  За даними Бюро перепису населення США в 2010 році переписна місцевість мала площу 81,49 км², з яких 80,82 км² — суходіл та 0,67 км² — водойми.

### Клімат
| Клімат : Фернес-Крік                       | Клімат : Фернес-Крік | Клімат : Фернес-Крік | Клімат : Фернес-Крік | Клімат : Фернес-Крік | Клімат : Фернес-Крік | Клімат : Фернес-Крік | Клімат : Фернес-Крік | Клімат : Фернес-Крік | Клімат : Фернес-Крік | Клімат : Фернес-Крік | Клімат : Фернес-Крік | Клімат : Фернес-Крік | Клімат : Фернес-Крік |
| Показник                                   | Січ.                 | Лют.                 | Бер.                 | Квіт.                | Трав.                | Черв.                | Лип.                 | Серп.                | Вер.                 | Жовт.                | Лист.                | Груд.                | Рік                  |
| Абсолютний максимум, °C                    | 31,1                 | 36,1                 | 38,9                 | 45,0                 | 50,0                 | 53,3                 | 56,7                 | 52,8                 | 50,6                 | 45,0                 | 36,7                 | 31,1                 | 56,7                 |
| Середній максимум, °C                      | 19,4                 | 22,9                 | 27,8                 | 32,5                 | 38,1                 | 43,3                 | 46,9                 | 45,9                 | 41,4                 | 33,8                 | 25,1                 | 18,4                 | 33,0                 |
| Середня температура, °C                    | 11,9                 | 15,4                 | 20,2                 | 24,6                 | 30,3                 | 35,3                 | 39,0                 | 37,9                 | 32,8                 | 25,1                 | 17,0                 | 10,9                 | 25,1                 |
| Середній мінімум, °C                       | 4,4                  | 7,9                  | 12,7                 | 16,7                 | 22,6                 | 27,3                 | 31,1                 | 29,8                 | 24,2                 | 16,4                 | 8,9                  | 3,5                  | 17,2                 |
| Абсолютний мінімум, °C                     | −9,4                 | −3,3                 | −3,3                 | 3,9                  | 7,8                  | 12,2                 | 19,4                 | 18,3                 | 12,8                 | 2,8                  | −1,1                 | −5,6                 | −9,4                 |
| Середня кількість сонячних годин на місяць | 217                  | 226                  | 279                  | 330                  | 372                  | 390                  | 403                  | 372                  | 330                  | 310                  | 210                  | 186                  | 3625                 |
| Норма опадів, мм                           | 10                   | 13                   | 8                    | 3                    | 1                    | 1                    | 2                    | 3                    | 5                    | 2                    | 5                    | 8                    | 60                   |
| ------------------------------------------ | -------------------- | -------------------- | -------------------- | -------------------- | -------------------- | -------------------- | -------------------- | -------------------- | -------------------- | -------------------- | -------------------- | -------------------- | -------------------- |
| Джерело: NOAA 1981-2010 US Climate Normals |                      |                      |                      |                      |                      |                      |                      |                      |                      |                      |                      |                      |                      |

## Демографія
Згідно з переписом 2010 року, у переписній місцевості мешкали 24 особи в 15 домогосподарствах у складі 7 родин. Густота населення становила 0 осіб/км².  Було 18 помешкань (0/км²).
Расовий склад населення:
| - 66,7 % — корінних американців - 25,0 % — білих |

До двох чи більше рас належало 8,3 %. Частка іспаномовних становила 0,0 % від усіх жителів.
За віковим діапазоном населення розподілялося таким чином: 8,3 % — особи молодші 18 років, 66,7 % — особи у віці 18—64 років, 25,0 % — особи у віці 65 років та старші. Медіана віку мешканця становила 52,0 року. На 100 осіб жіночої статі у переписній місцевості припадало 71,4 чоловіків;  на 100 жінок у віці від 18 років та старших — 83,3 чоловіків також старших 18 років.
Середній дохід на одне домашнє господарство  становив 34 483 долари США (медіана — 32 250), а середній дохід на одну сім'ю — 46 341 долар (медіана — 53 036). За межею бідності перебувало 6,4 % осіб, у тому числі 50,0 % дітей у віці до 18 років та 9,1 % осіб у віці 65 років та старших.
Цивільне працевлаштоване населення становило 170 осіб. Основні галузі зайнятості: мистецтво, розваги та відпочинок — 96,5 %, публічна адміністрація — 1,2 %, освіта, охорона здоров'я та соціальна допомога — 1,2 %.